# Отделение наук о Земле РАН
Отделение наук о Земле Российской академии наук (ОНЗ РАН) — структурное подразделение Российской академии наук, в состав которого входят академики и члены-корреспонденты РАН, научные интересы которых лежат в области наук о Земле, главным образом: геология, география, геофизика, геохимия, а также научные учреждения, исследования которых посвящены проблемам в этих областях.

## История
До 1927 года исследования в области наук о Земле осуществлялись под руководством Отделения физико-математических наук.
В 1927—1938 годах ими управляло Отделение математических и естественных наук.
В 1938 году было организовано Отделение геолого-географических наук (ОГГН АН СССР), им руководили:
- 1939—1942 — П. И. Степанов, в 1941 — А. Е. Ферсман
- 1942—1946 — В. А. Обручев
- 1946—1949 — А. Н. Заварицкий
- 1949—1953 — Д. С. Белянкин
- 1953—1963 — Д. И. Щербаков

В 1961 года в Отделении был создан Национальный комитет геологов СССР.
В 1963 году было создано Отделение наук о Земле (ОНЗ АН СССР), им руководили:
- 1963—1967 — А. П. Виноградов
- 1967—1969 — М. А. Садовский

В 1968 году ОНЗ было разделено на:

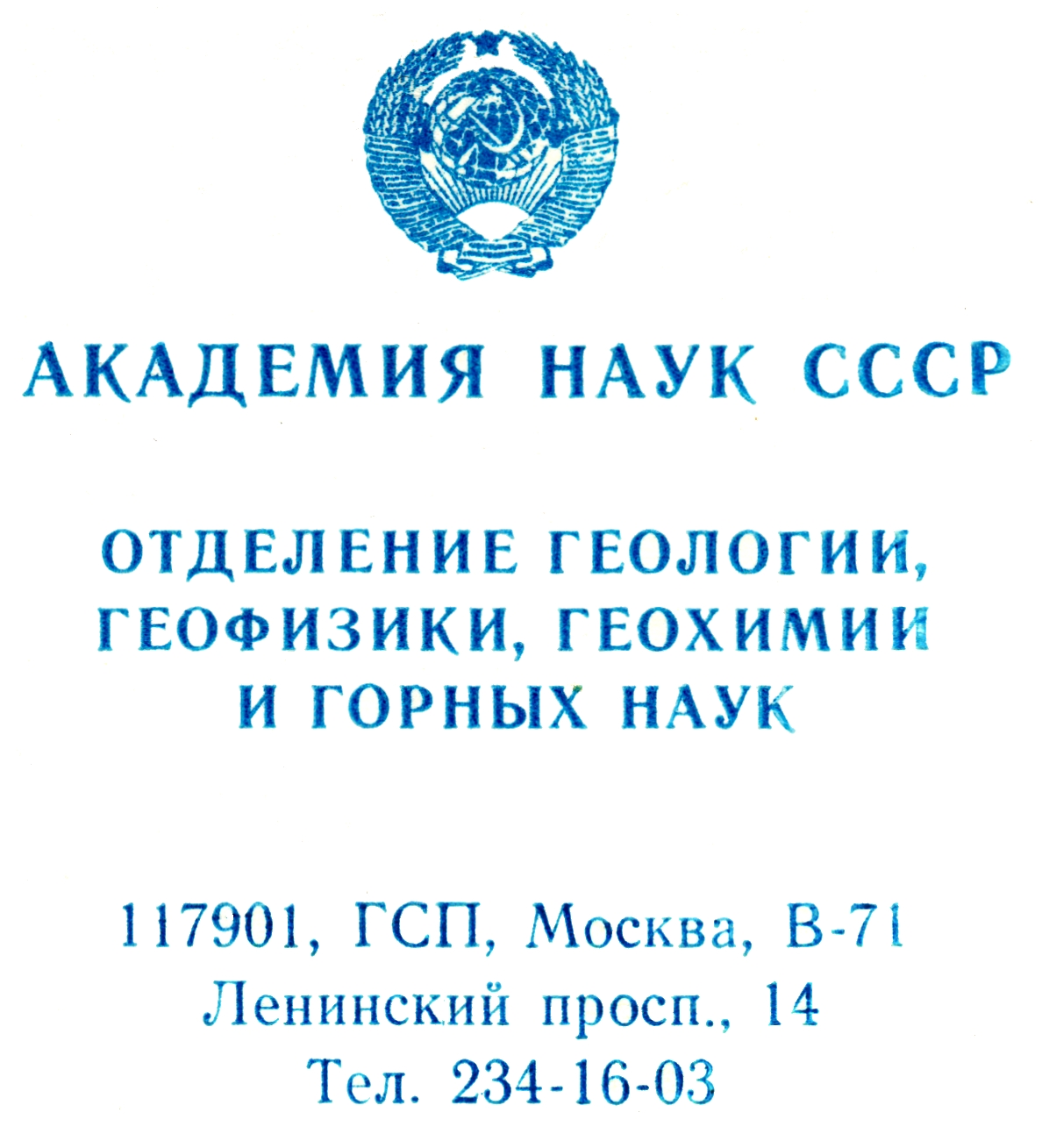
ОГГГГН АН СССР

Отделение геологии, геофизики, геохимии (в 1985 году переименованов в Отделение геологии, геофизики, геохимии и горных наук (ОГГГГН АН СССР). Им руководили:
- 1969—1975 — В. И. Смирнов
- 1975—1990 — Б. С. Соколов
- 1990—1996 — В. А. Жариков
- 1996—2002 — Д. В. Рундквист

Отделение океанологии, физики атмосферы и географии (ООФАиГ). Его возглавляли академики:
- 1969—1991 — Л. М. Бреховских
- 1991—1996 — В. Е. Зуев
- 1997—2002 — Ю. А. Израэль

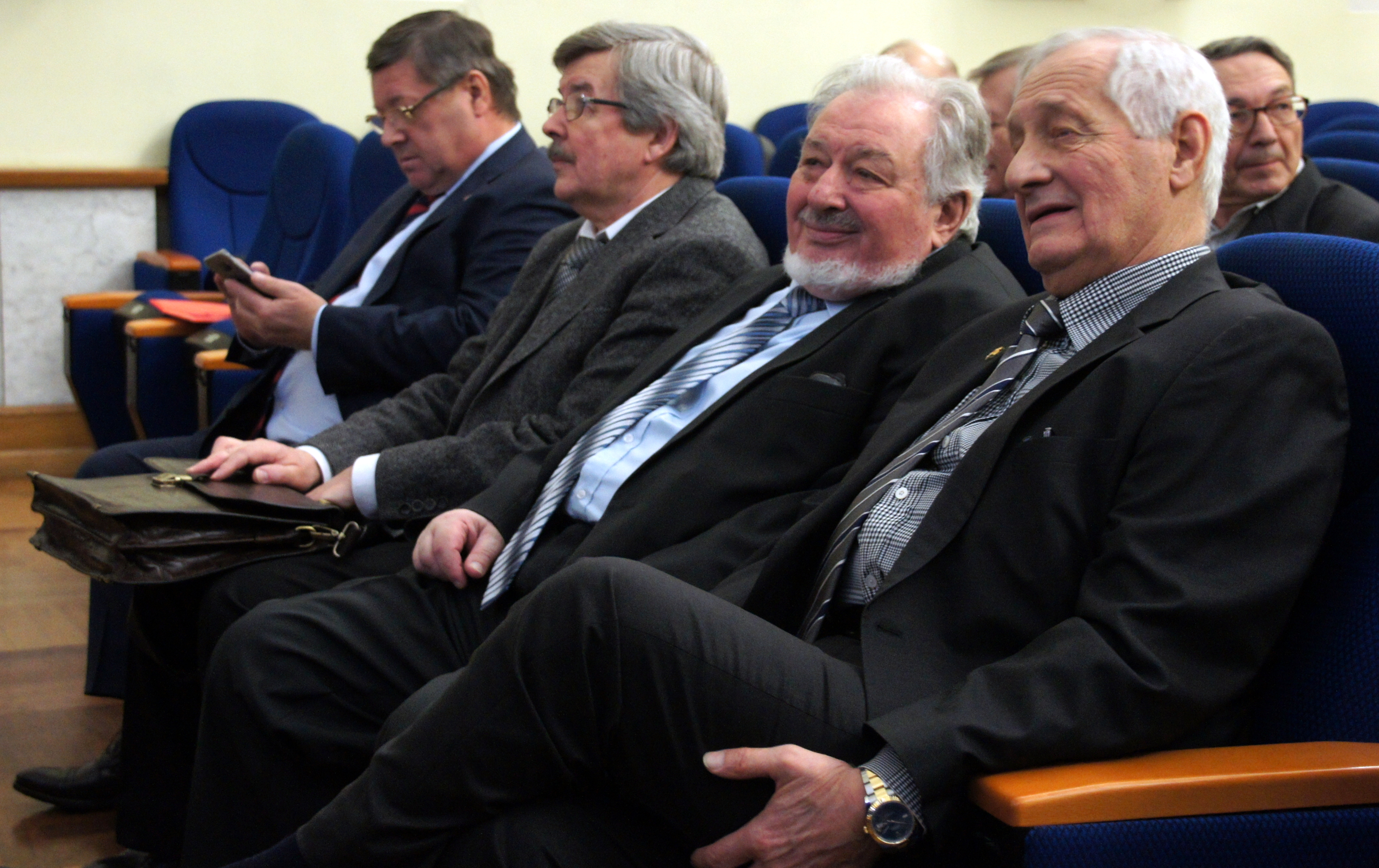
Заседание ОНЗ РАН, 2017

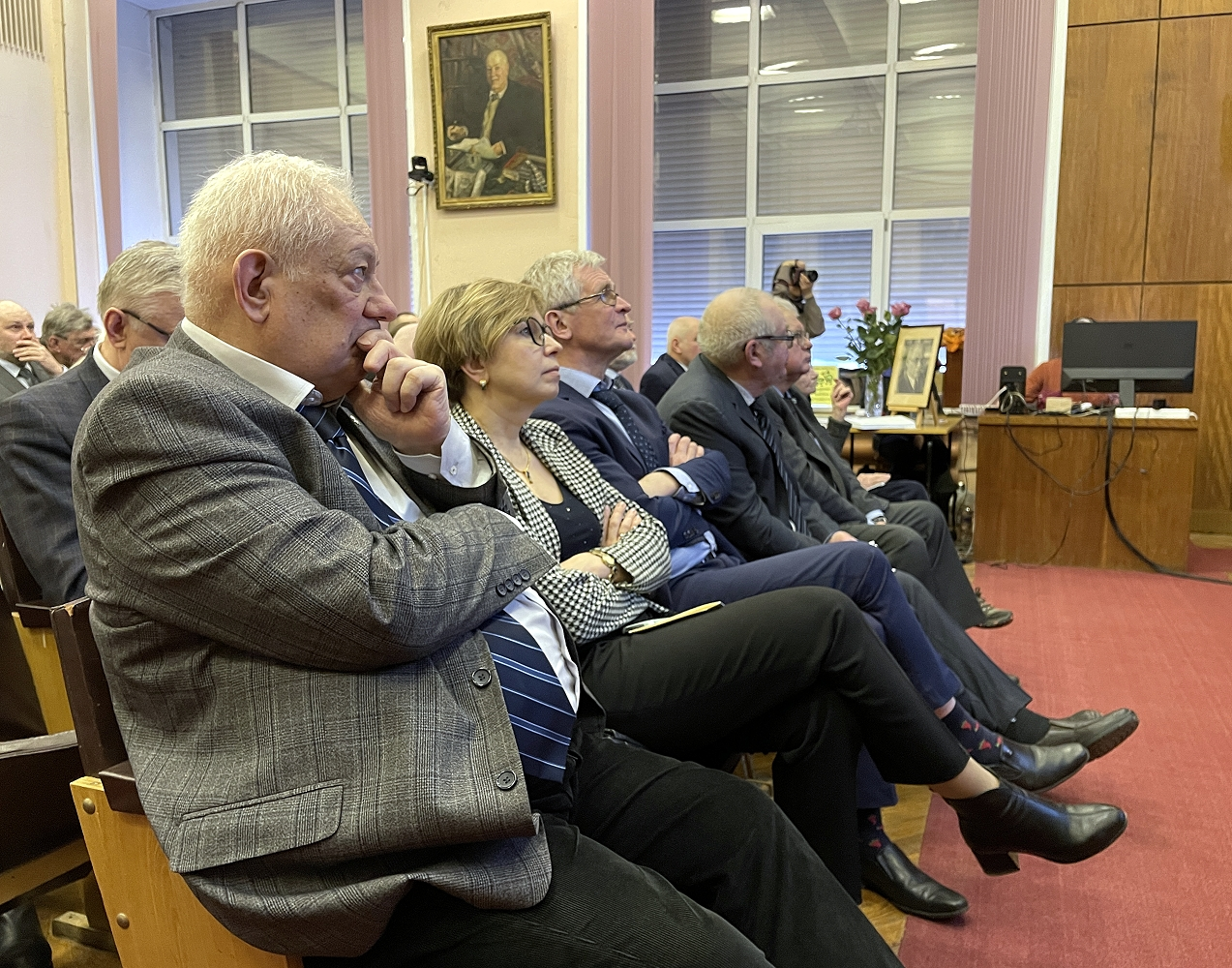
Заседание ОНЗ РАН, 2024

В мае 2002 года произошло объединение ОГГГГН и ООФАиГ в Отделение наук о Земле (ОНЗ) РАН, подразделявшееся на:
- Секция геолого-геофизических наук, руководитель Ю. Г. Леонов
- Секция минералого-геохимических и горных наук, руководитель О. А. Богатиков
- Секция наук о Мировом океане, руководитель А. П. Виноградов
- Секция географии, наук об атмосфере и водах суши, руководитель В. М. Котляков

В январе 2007 года секции были объединены в:
- Секция геологии, геофизики, геохимии и горных наук (из секций: «геолого-геофизических наук» + «минералого-геохимических и горных наук»)
- Секция океанологии, физики атмосферы и географии (из секций: «наук о Мировом океане» + «географии, наук об атмосфере и водах суши»)

Руководство осуществляли выбранные академики-секретари отделения
Современное руководство Отделением:
Руководство современным ОНЗ РАН по году избрания:
- 2002 — Богатиков, Олег Алексеевич
- 2003 — Леонов, Юрий Георгиевич
- 2008 — Глико, Александр Олегович
- 2022 — Бортников, Николай Стефанович (заместитель Собисевич, Алексей Леонидович).

## Организационная структура
Структурно состоит из бюро (в состав которого входит около 30 академиков и членов-корреспондентов РАН) и двух секций:
- Секция геологии, геофизики, геохимии и горных наук
- Секция океанологии, физики атмосферы и географии

### Научные организации
| Название организации                                                            | Сокращённое название | Научный центр | Год основания | Город           | Директор              |
| ------------------------------------------------------------------------------- | -------------------- | ------------- | ------------- | --------------- | --------------------- |
| Геологический институт РАН                                                      | ГИН РАН              |               | 1930          | Москва          | К. Е. Дегтярёв        |
| Геофизическая служба РАН                                                        | ГC РАН               |               | 1994          | Обнинск         | Ю. А. Виноградов      |
| Геофизический центр РАН                                                         | ГЦ РАН               |               | 1992          | Москва          | А. А. Соловьёв        |
| Государственный геологический музей им. В. И. Вернадского РАН                   | ГГМ РАН              |               | 1988          | Москва          | С. В. Черкасов        |
| Институт водных проблем РАН                                                     | ИВП РАН              |               | 1967          | Москва          | А. Н. Гельфан         |
| Институт географии РАН                                                          | ИГ РАН               |               | 1936          | Москва          | О. Н. Соломина        |
| Институт геологии и геохронологии докембрия РАН                                 | ИГГД РАН             | СПбНЦ РАН     | 1967          | Санкт-Петербург | А. Б. Кузнецов        |
| Институт геологии рудных месторождений, петрографии, минералогии и геохимии РАН | ИГЕМ РАН             |               | 1955          | Москва          | В. А. Петров          |
| Институт геохимии и аналитической химии им. В. И. Вернадского РАН               | ГЕОХИ                |               | 1947          | Москва          | Р. Х. Хамизов (и. о.) |
| Институт геоэкологии им. Е. М. Сергеева РАН                                     | ИГЭ РАН              |               | 1996          | Москва          | В. И. Осипов          |
| Институт динамики геосфер РАН                                                   | ИДГ РАН              |               | 1991          | Москва          | С. Б. Турунтаев       |
| Институт озероведения РАН                                                       | ИНОЗ РАН             | СПбНЦ РАН     | 1971          | Санкт-Петербург | О. Я. Глибко          |
| Институт океанологии им. П. П. Ширшова РАН                                      | ИО РАН               |               | 1946          | Москва          | А. В. Соков           |
| Институт проблем комплексного освоения недр РАН                                 | ИПКОН РАН            |               | 1977          | Москва          | В. Н. Захаров         |
| Институт проблем нефти и газа РАН                                               | ИПНГ РАН             |               | 1987          | Москва          | Э. С. Закиров         |
| Институт физики атмосферы им. А. М. Обухова РАН                                 | ИФА РАН              |               | 1956          | Москва          | С. Н. Куличков        |
| Институт физики Земли им. О. Ю. Шмидта РАН                                      | ИФЗ РАН              |               | 1928          | Москва          | С. А. Тихоцкий        |
| Институт экспериментальной минералогии РАН                                      | ИЭМ РАН              | НЦЧ РАН       | 1969          | Черноголовка    | О. Г. Сафонов         |
| Институт теории прогноза землетрясений и математической геофизики РАН           | МИТП РАН             |               |               | Москва          | П. Н. Шебалин         |
| Минералогический музей им. А. Е. Ферсмана РАН                                   |                      |               | 1956          | Москва          | П. Ю. Плечов          |
| Научная станция Российской академии наук в г. Бишкеке                           | НC РАН               |               | 1978          | Бишкек-49       | А. К. Рыбин           |

### Учреждения под научно-методическим руководством
- Полярный геофизический институт КНЦ РАН
- Тихоокеанский океанологический институт им. В. И. Ильичева ДВО РАН
- Институт географии им. В. Б. Сочавы СО РАН
- Геологический институт СО РАН
- Лимнологический институт СО РАН
- Институт солнечно-земной физики СО РАН
- Институт оптики атмосферы имени В. Е. Зуева СО РАН
- Институт криосферы Земли СО РАН
- Институт мерзлотоведения им. П. И. Мельникова СО РАН
- Институт горного дела Севера им. ак. Н. В. Черского СО РАН
- Институт водных и экологических проблем СО РАН
- Институт геологии и геохимии им. ак. А. Н. Заварицкого УРО РАН
- Институт геофизики УРО РАН
- Институт геологии КНЦ УрО РАН
- Ильменский государственный заповедник им. В. И. Ленина УрО РАН
- Институт степи УРО РАН
- Институт водных проблем Севера КарНЦ РАН
- Институт геологии УНЦ РАН
- Центр геофизических исследований ВНЦ РАН и РСО-А
- Институт природных ресурсов, экологии и криологии СО РАН
- Институт мониторинга климатических и экологических систем СО РАН
- Институт геологии и минералогии им. В. С. Соболева СО РАН
- Институт нефтегазовой геологии и геофизики им. А. А. Трофимука СО РАН
- Байкальский институт природопользования СО РАН
- Институт аридных зон ЮНЦ РАН
- Институт угля СО РАН
- Тувинский институт комплексного освоения природных ресурсов СО РАН
- Научно-исследовательский геотехнологический центр ДВО РАН
- Институт водных и экологических проблем ДВО РАН
- Институт проблем промышленной экологии Севера КНЦ РАН
- Геологический институт КНЦ РАН
- Горный институт КНЦ РАН
- Институт геологии КарНЦ РАН
- Институт геологии ДНЦ РАН
- Институт горного дела ДВО РАН
- Институт экологических проблем Севера УРО РАН
- Горный институт Пермского НЦ УрО РАН
- Институт минералогии УрО РАН
- Институт горного дела им. Н. А. Чинакала СО РАН
- Институт земной коры СО РАН
- Институт геохимии им. А. П. Виноградова СО РАН
- Институт геологии алмаза и благородных металлов СО РАН
- Дальневосточный геологический институт ДВО РАН
- Институт вулканологии и сейсмологии ДВО РАН
- Северо-Восточный комплексный научно-исследовательский институт ДВО РАН
- Институт тектоники и геофизики им. Ю. А.Косыгина ДВО РАН
- Институт горного дела УРО РАН
- Институт морской геологии и геофизики ДВО РАН
- Тихоокеанский институт географии ДВО РАН
- Специальное конструкторское бюро средств автоматизации морских исследований ДВО РАН

## Журналы отделения
ОНЗ РАН учредитель и издатель научных журналов. Среди них:
- Вестник Отделения наук о Земле РАН
- Водные ресурсы
- Вулканология и сейсмология РАН (ДВО РАН)
- Геология рудных месторождений
- Геоморфология
- Геотектоника РАН
- Геохимия
- Геоэкология. Инженерная геология. Гидрогеология. Геокриология РАН
- Записки Всероссийского минералогического общества РАН
- Известия РАН. Физика атмосферы и океана
- Известия РАН. Серия географическая
- История наук о Земле
- Литология и полезные ископаемые РАН
- Океанология
- Петрология
- Стратиграфия. Геологическая корреляция
- Физика Земли РАН
- Бюллетень Комиссии по изучению четвертичного периода

## Комиссии и комитеты
- Комиссия по изучению четвертичного периода
- Национальный комитет геологов России